# Bourbon–Szicíliai Mária Antónia toszkánai nagyhercegné
Mária Antónia (olaszul: Maria Antonia, németül: Maria Antonia, más névváltozata alapján Mária Antonietta; Palermo, Szicília, 1814. december 19. – Gmunden, Ausztria–Magyarország, 1898. november 7.),  II. Lipót toszkánai nagyherceg második feleségeként Toszkána utolsó nagyhercegnéja 1833 júniusától férje 1859. júliusi trónfosztásáig. I. Ferenc király leányaként nápoly–szicíliai királyi hercegnő volt.

## Élete

### Származása, testvérei

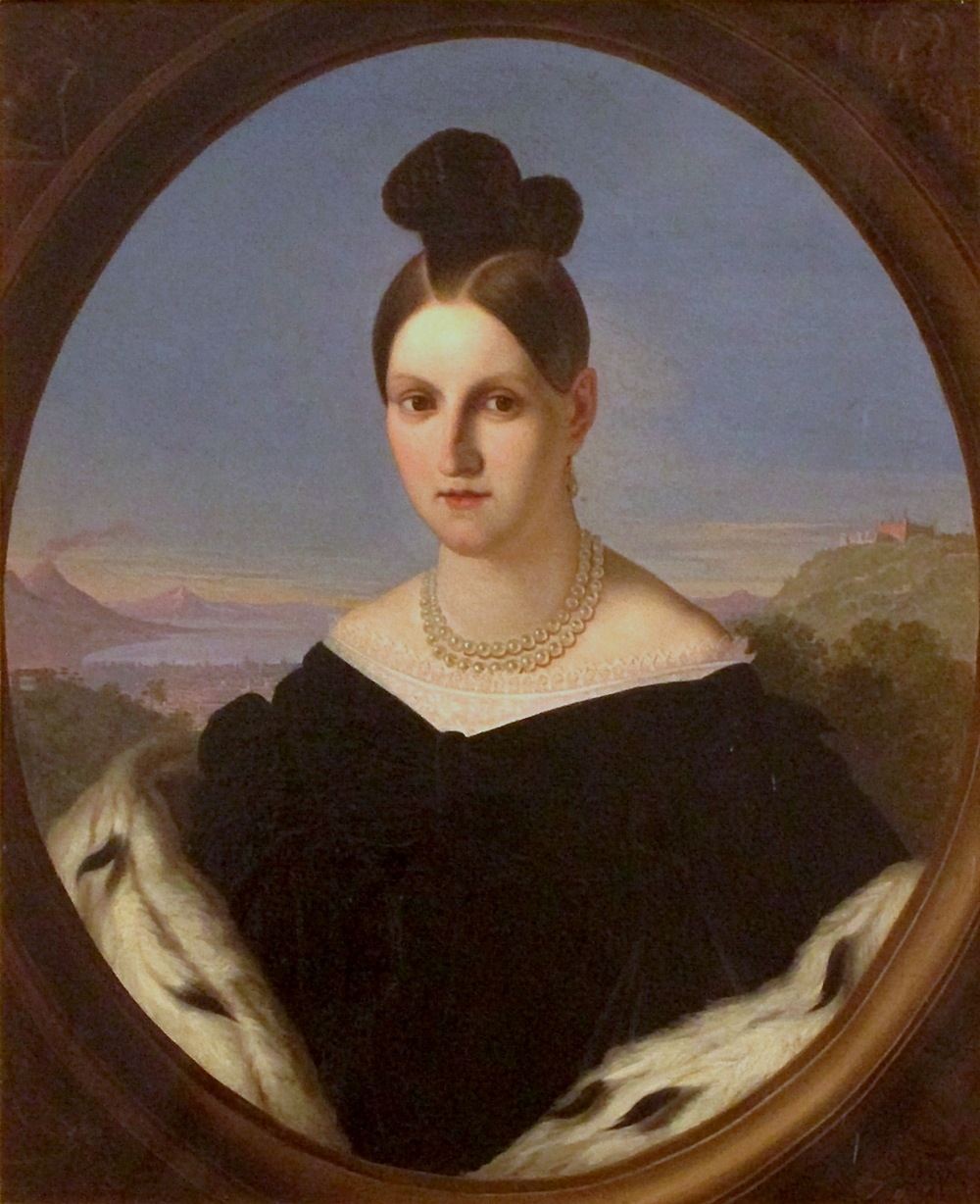
Az ifjú Mária Antónia Anna hercegnő (G. Bezzuoli műve).

Mária Antónia Anna hercegnő 1814. december 19-én a szicíliai Palermóban-ban született.
Édesapja a Bourbon-házból származó Ferenc nápoly–szicíliai királyi herceg (1777–1830) volt, IV. Ferdinánd nápolyi királynak és Mária Karolina osztrák főhercegnőnak (1752–1814) fia, Mária Lujza császárné unokája, a nápolyi és szicíliai trón örököse, aki később, 1825-től I. Ferenc néven nápoly–szicíliai király lett.
Édesanyja Ferenc trónörökös második felesége, a Bourbon-házból való Mária Izabella spanyol infánsnő (1789–1848) volt, IV. Károly spanyol király és Mária Lujza Bourbon–parmai hercegnő leánya. Szülei házasságából 12 gyermek született:
1. Lujza Sarolta (Carlotta) hercegnő (1804–1844), aki 1819-ben Ferenc (Francisco de Paula) spanyol infánshoz (1794–1865), IV. Károly király legkisebbik fiához ment feleségül.
2. Mária Krisztina hercegnő (1806–1878), aki 1829-ben nagybátyjának, VII. Ferdinánd spanyol királynak a negyedik felesége lett, 1833–1840 között Spanyolország régense volt. Leánya II. Izabella néven Spanyolország királynője lett.
3. Ferdinánd trónörökös (1810–1859), Puglia grófja, Calabria hercege, 1830-tól II. Ferdinánd néven nápoly–szicíliai király aki 1832-ben Savoyai Mária Krisztina szárd királyi hercegnőt (1812–1836), majd 1837-ben Habsburg–Tescheni Mária Terézia főhercegnőt vette feleségül.
4. Károly Ferdinánd (Carlo Fernando), Capua hercege (1811–1862), aki 1836-ban rangon aluli házasságot kötött Penelope Smith-szel (1815–1882), utóbb Mascali grófnőjével.
5. Lipót Benjámin, Siracusa grófja (1813–1860), aki 1837-ben Savoya–Carignani Filiberta szárd hercegnőt (1814–1874) vette feleségül.
6. Mária Antónia hercegnő (1814–1898), II. Lipót toszkánai nagyherceg (1797–1870) második felesége.
7. Antal Paszkál (Antonio Pasquale), Lecce grófja, (1816–1843), gyermektelenül halt meg.
8. Mária Amália hercegnő (1818–1857), 1832-ben Sebestyén infánshoz, Spanyolország és Portugália hercegéhez (1811–1872) ment feleségül.
9. Mária Karolina hercegnő (1820–1861), aki 1850-ben a Bourbon-házból való Carlos Luis María Fernando spanyol királyi herceghez, Montemolín grófjához (1818–1861), a spanyol karlista trónkövetelőhöz ment feleségül.
10. Terézia Krisztina Mária hercegnő (1822–1889), aki 1843-ban II. Péter brazil császárhoz ment feleségül.
11. Lajos Károly (Luigi Carlo), Aquila grófja (1824–1897), aki 1844-ben Januária Mária Johanna brazil császári hercegnőt (1822–1901), I. Péter brazil császár leányát vette feleségül.
12. Ferenc Lajos (Francesco Luigi), Trapani grófja (1827–1892), aki saját unokahúgát, Habsburg–Toscanai Mária Izabella főhercegnőt (1834–1901), nővérének, Mária Antónia hercegnőnek leányát vette feleségül.

Apjának első felesége, a Habsburg–Lotaringiai-ház toszkánai ágából származó Mária Klementina osztrák főhercegnő (1777–1801), II. Lipót német-római császár (1747–1792) és Mária Ludovika spanyol infánsnő (1745–1792) leánya, 24 évesen meghalt, egyetlen leányt hagyott hátra, Mária Antónia féltestvérét, Mária Karolina Ferdinanda Lujza hercegnő (1798–1870), aki 1816-ban a Bourbon-házból való Károly Ferdinánd francia királyi hercegnek, Berry hercegének felesége lett.
Mária Antónia születésekor, 1814-ben a nápolyi és szicíliai királyi család még Szicíliában élt, a Földközi-tengeren tevékenykedő brit flotta védelme alatt, mivel Joachim Murat csapatai 1806-ban februárjában elfoglalták Nápoly városát és a Nápolyi Királyságot. A királyi család ekkor Szicíliába menekült, ahonnan csak napóleoni háborúk lezárultával, a Bécsi kongresszus után tértek vissza Nápolyba. Keresztnevét, a Mária Antóniát a francia forradalom során 1793-ban kivégzett Marie Antoinette francia királyné emlékére kapta, aki nagyanyjának, Mária Karolina Lujza királynénak legfiatalabb húga volt.

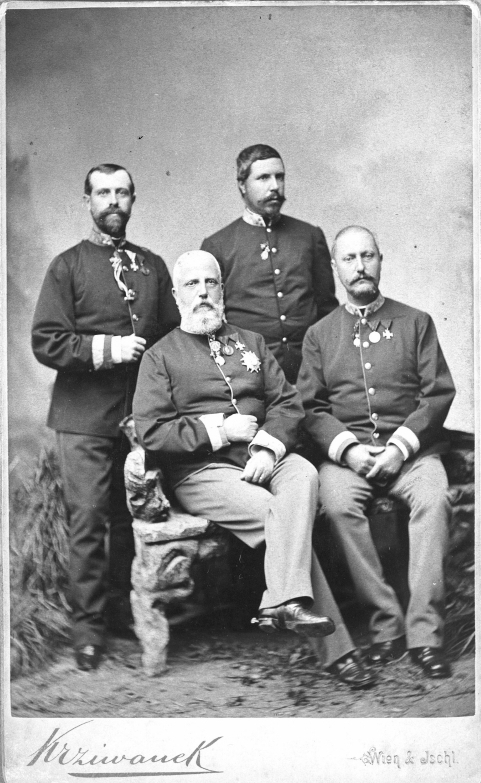
Mária Antónia fiai: Állnak B>J: János Szalvátor, Lajos Szalvátor, ülnek B>J: Ferdinánd Szalvátor és Károly Szalvátor.

### Házassága, gyermekei
1833. június 7-én Mária Antónia hercegnő feleségül ment a Habsburg–Lotaringiai-ház toszkánai ágából származó II. Lipót toszkánai nagyherceghez (1797–1870), III. Ferdinánd toszkánai nagyhercegnek (1769–1824) és első feleségének, a nápolyi Bourbon-házból való Lujza Mária Amália nápoly–szicíliai királyi hercegnőnek (1773–1802) fiához. II. Lipót nagyherceg 1833-ban özvegyült meg, amikor első felesége, a Wettin-házból származó Mária Anna Karolina szász hercegnő (1799–1832), Miksa szász herceg (1759-1838) és Karolina Bourbon-pármai hercegnő (1770–1804) leánya elhunyt.
Mária Antónia hercegnő és Lipót nagyherceg házasságból 10 gyermek született, de csak hatan érték meg a felnőttkort:
1. Mária Izabella főhercegnő (1834–1901), aki saját nagybátyjához, a Bourbon-házból való Francesco di Paola-hoz, Trapani grófjához, I. Ferenc nápoly–szicíliai király fiához ment férjhez.
2. Ferdinánd Szalvátor Mária József főherceg (1835–1908), a trónörökös, IV. Ferdinánd néven címzetes toszkánai nagyherceg.
3. Mária Terézia főhercegnő (1836–1838) kisgyermekként meghalt.
4. Mária Krisztina (1838–1849) gyermekként meghalt.
5. Károly Szalvátor főherceg (1839–1892), aki Mária Immakuláta Klementina nápoly–szicíliai királyi hercegnőt (1844–1899) vette feleségül.
6. Mária Anna főhercegnő (1840–1841) kisgyermekként meghalt.
7. Rainer főherceg (1842–1844) kisgyermekként meghalt.
8. Mária Lujza főhercegnő (1845–1917), aki 1865-ben V. Károly isenburg–büdingeni herceghez (1838–1899) ment feleségül.
9. Lajos (Ludwig) Szalvátor főherceg (1847–1915), neves utazó és tengerkutató.
10. János Szalvátor főherceg (* 1852; későbbi polgári nevén Johann Orth hajóskapitány. Eltűnt a tengeren 1890-ben, holttá nyilvánították 1911-ben).

### Toszkána nagyhercegnéje

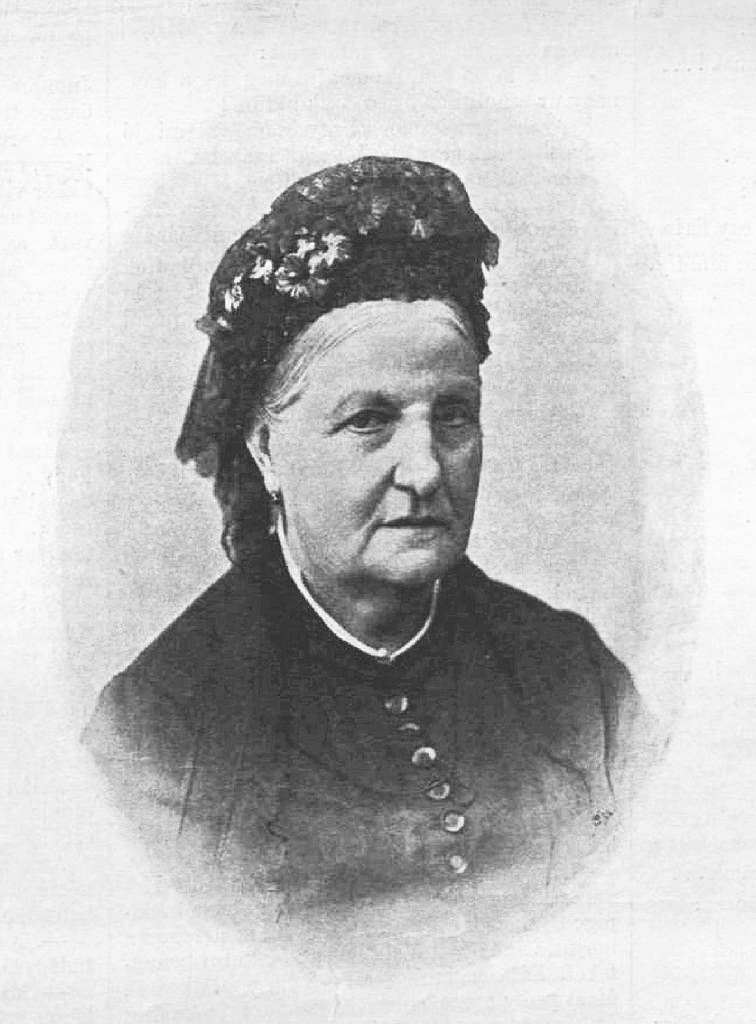
Az idős főhercegné

Az új, fiatal nagyhercegnét hamar megszerették szépségéért. Lipót nagyherceg emiatt választotta őt feleségnek. A konzervatív Bourbon-környezetből származó szicíliai királyleány eleinte sok nehézséggel találkozott a Firenze polgáribb légkörében. A nagyhercegi udvartartás hölgyei és az uralkodó család nőtagjai segítségével hamarosan tökéletesen beilleszkedett. Tiszteletére több új közteret és intézményt az ő nevére kereszteltek, így a firenzei Piazza Maria Antonia teret (ma: Piazza dell’Indipendenza, a Függetlenség tere), a fővárost Pratóval és Pistoiával összekötő új vasúti fővonalat (Linea ferroviaria Maria Antonia), és az 1848. február 3-án felavatott új firenzei vasúti pályaudvart (Stazione Maria Antonia, ma: Stazione Santa Maria Novella). A kor ismert mezőgazdásza, Cosimo Ridolfi új kaméliafajtát kreált, és Mária Antoniettának keresztelte, a nagyhercegné tiszteletére.

### Népfelkelés és száműzetés
1859 tavaszán, a szárd–francia–osztrák háború kitörésének küszöbén Lipót nagyherceg proklamálta országának semlegességét. A Szárd–Piemonti Királyság által támogatott népi mozgalmak azonban megerősödtek, népfelkelést szítottak, amely április 27-én lemondásra kényszerítette Lipótot. A nagyhercegi család és kísérete elhagyta a Pitti-palotát és a főváros utcáit ellepő fenyegető tömegen áttörve Firenzéből Bolognába utazott.
Július 21-én Lipót formálisan is lemondott, az új nagyherceg Mária Antónia fia, Ferdinánd Szalvátor főherceg lett, IV. Ferdinánd néven. Ő azonban már nem léphetett trónra, mivel 1860. március 26-án Toszkánát a Szárd–Piemonti Királysághoz csatolták. A száműzött II. Lipót nagyherceg és családja az Osztrák Császárságban kapott menedéket, a következő években a család Bécsben és Csehországban élt.
1869-ben Rómába utaztak, felkeresték a pápát is. Mária Antonietta férje, Lipót nagyherceg , itt halt meg 1870. január 29-én. Nyolc hónappal később, szeptember 20-án Rómát elfoglalták az Olasz Királyság csapatai és megdöntötték a pápai államot.

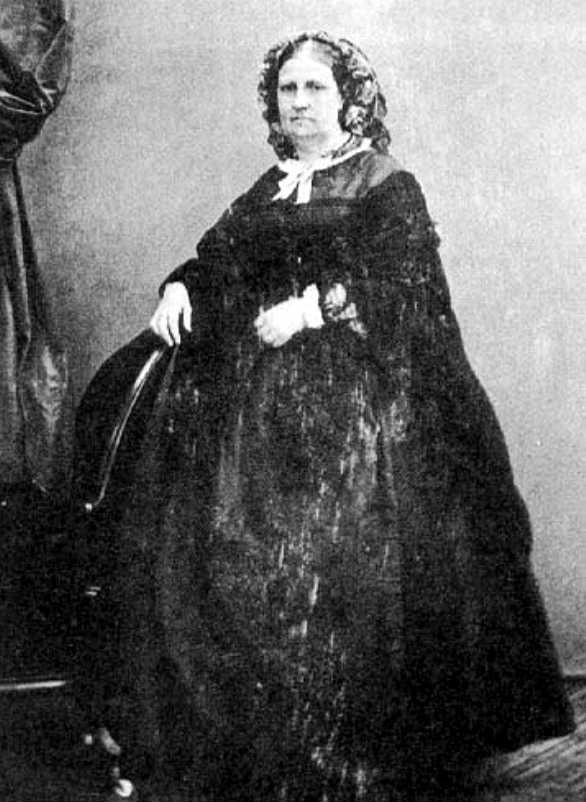
Mária Antonietta nagyhercegné idős korában.

### Özvegységben
Az özvegy Mária Antonietta nagyhercegné visszatért Bécsbe unokaöccsének, Ferenc József császárnak udvarába, itt élt a többi elűzött toszkánai családtag is. Legkisebb fia, János Szalvátor főherceg szoros barátságot kötött Rudolf főherceggel, aki 1889. január 30-án, máig tisztázatlan körülmények között Mayerlingben öngyilkosságot követett el. János Szalvátort megrendítette barátjának halála, és az ezt követő eltussolási akció. Lemondott katonai rangjáról, főhercegi címéről és előjogairól, kivált a császári családból. Felvette a polgári Johann Orth nevet, és hajóskapitánynak állt. 1890-ben Buenos Aires felé tartó hajójával együtt nyomtalanul eltűnt a tengeren. Ferenc József császár nagyszabású kutatást indított megtalálására, eredmény nélkül. A kétségbeesett Mária Antónia nem tudta elhinni, hogy kedves fia elveszett. Élete végéig visszavárta, hitelt adott minden hamis hírnek, ami reményét tovább éltethette.
1889 decemberében elhunyt 6 évvel fiatalabb húga, Terézia Krisztina Mária brazil császárné, II. Péter császár felesége.
1893 áprilisában Amerigo Antinori herceg, ősi toszkánai patricius család tagja, meghívta a volt nagyhercegnét Firenzébe, frissen felújított palotájába, hogy Mária Antónia viszontláthassa szeretett székvárosát, ahol ifjúságát töltötte és gyermekeit nevelte. A látogatóba érkezett nagyhercegnénél – meglepetésére – nemcsak a régi nemesi családok tagjai, hanem a város polgárai is nagy számban tették tiszteletüket. Három évtizeddel az egységes Olasz Királyság kikiáltása után Mária Antónia jelenléte módot adott Toszkána népének, hogy demonstratív módon emlékezhessenek eljátszott függetlenségükről.
Az idős nagyhercegné megérhette, hogy 1859-ben elhunyt bátyjának, II. Ferdinánd nápoly–szicíliai királynak 1898. április 26-án született dédunokáját az ő tiszteletére Mária Antoniettának keresztelték (1898–1957).
Mária Antónia nagyhercegné 83 éves korában, 1898. november 7-én hunyt el lakóhelyén, a salzkammerguti Gmundenben, az Ort kastélyban (Schloss Ort). A Habsburg-család hagyományos temetkezőhelyén,  bécsi kapucinusok kriptájába temették. 1898. december 4-én a firenzei Santissima Annunziata templomban gyászmisét celebráltak az utolsó firenzei nagyhercegné lelki üdvéért, ahol hatalmas számban jelentek meg Firenze és Toszkána vezetői és polgárai.
Férjének, Lipót nagyherceg koporsóját 1914-ben Rómából átszállították Bécsbe, és őt is a bécsi kapucinusok kriptájába helyezték, feleségének nyughelye mellé.